# Woltersdorf (Bassa Sassonia)
Woltersdorf è un comune di 1.000 abitanti della Bassa Sassonia, in Germania.
Appartiene al circondario (Landkreis) di Lüchow-Dannenberg (targa DAN) ed è parte della comunità amministrativa (Samtgemeinde) di Lüchow (Wendland).